# Різниця голів

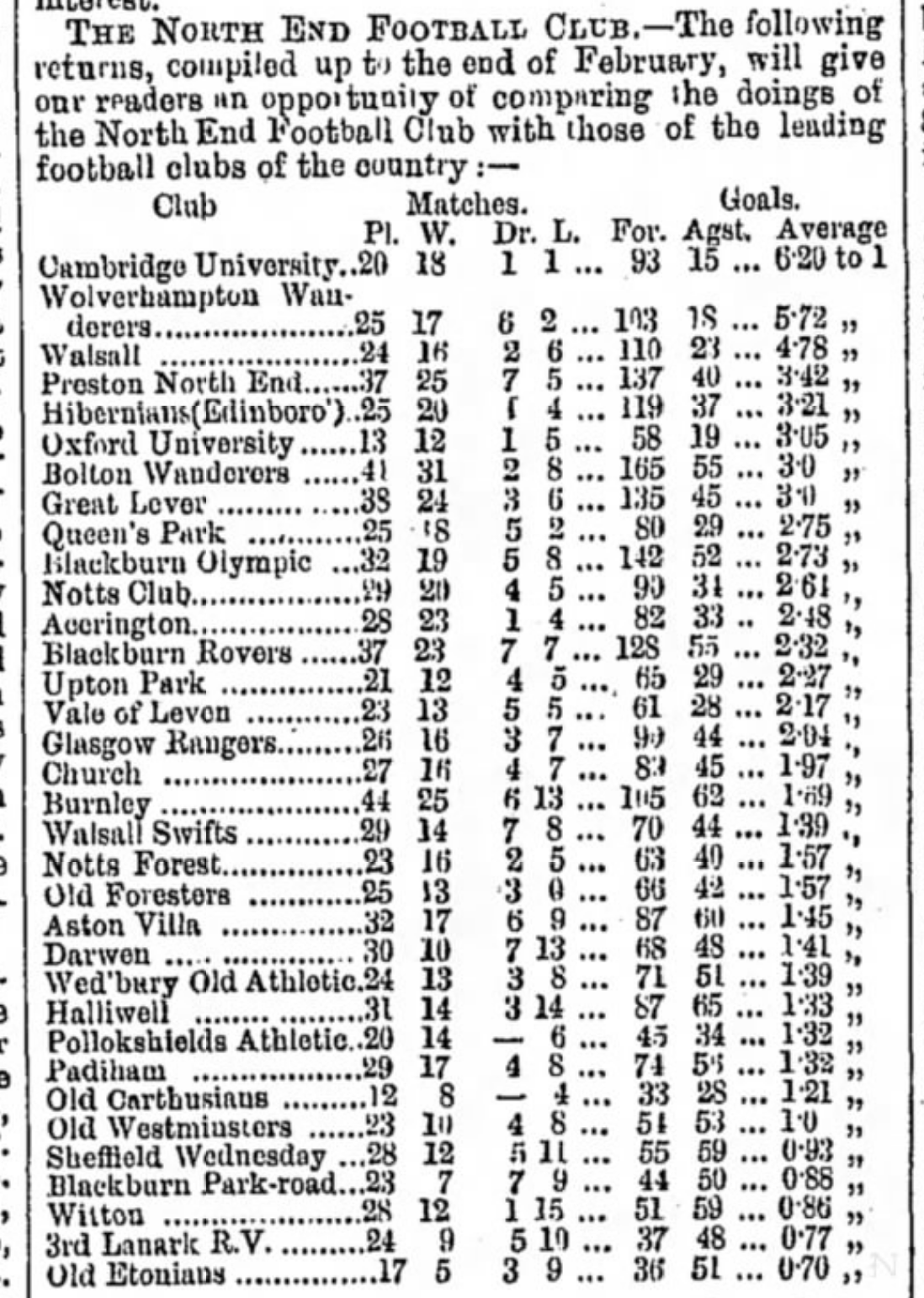
Приклад використання критерію «співвідношення голів» в турнірній таблиці 1885 року

Різниця голів (м'ячів, шайб, очок) — статистичний показник, який використовується в футболі і інших ігрових видах спорту з метою класифікації команд з рівною кількістю очок. Залежно від виду спорту і турніру може застосовуватися різниця голів, забитих і пропущених м'ячів (в футболі), шайб (в хокеї) або очок (в регбі і баскетболі).
Різниця голів визначається як результат віднімання: забиті голи у всіх матчах мінус пропущені голи у всіх матчах. Вперше показник різниці голів був використаний в футболі на чемпіонаті світу 1970 року в Мексиці. Незабаром цей показник почав використовуватися в футбольних чемпіонатах Шотландії та Англії. Так, Футбольна ліга Англії впровадила цю систему в сезоні 1976/77. Надалі цей критерій поширився на багато інших турнірів і використовується донині в якості або першого критерію після кількості очок, або другого, після кількості очок і результатів особистих зустрічей між командами .
В англійському футболі показник різниці голів замінив в 1976 році показник «співвідношення голів» (Goal average, Goal ratio). По суті це означало, що замість діленняу забитих і пропущених командою м'ячів стало використовуватися віднімання . Метою впровадження системи з різницею м'ячів було збільшення кількості забитих м'ячів і підвищення видовищності матчів. В даний час в більшості видів спорту використовується саме різниця, а не співвідношення голів. Однак в австралійському футболі досі використовується співвідношення очок, де воно називається «відсотком» (percentage). Воно вираховується як результат ділення забитих очок на пропущені з наступним множенням на 100.
Якщо дві і більше команди мають рівну кількість очок і однакову різницю голів, застосовуються додаткові критерії, зазвичай першим з них є кількість забитих голів.

## «Різниця голів» і «співвідношення голів»
Застосування різних систем підрахунку призводить до різних результатів. Візьмемо для прикладу три команди:
|  |

| Команда A | 3–0 | Команда B |
| --------- | --- | --------- |
|           |     |           |

|  |

|  |

| Команда B | 6–0 | Команда C |
| --------- | --- | --------- |
|           |     |           |

|  |

|  |

| Команда A | 0–1 | Команда C |
| --------- | --- | --------- |
|           |     |           |

|  |

При використанні критерію «співвідношення голів» перемогу здобуде команда A:
| Поз | Команда   | І | В | Н | П | ГЗ | ГП | ГС    | О | Кваліфікація |
| --- | --------- | - | - | - | - | -- | -- | ----- | - | ------------ |
| 1   | Команда A | 2 | 1 | 0 | 1 | 3  | 1  | 3,000 | 3 |              |
| 2   | Команда B | 2 | 1 | 0 | 1 | 6  | 3  | 2,000 | 3 |              |
| 3   | Команда C | 2 | 1 | 0 | 1 | 1  | 6  | 0,167 | 3 |              |

При використанні критерію «різниця голів» перемогу здобуде Команда B:
| Поз | Команда   | І | В | Н | П | ГЗ | ГП | РГ | О | Кваліфікація |
| --- | --------- | - | - | - | - | -- | -- | -- | - | ------------ |
| 1   | Команда B | 2 | 1 | 0 | 1 | 6  | 3  | +3 | 3 |              |
| 2   | Команда A | 2 | 1 | 0 | 1 | 3  | 1  | +2 | 3 |              |
| 3   | Команда C | 2 | 1 | 0 | 1 | 1  | 6  | −5 | 3 |              |

Перший критерій використовувався ще в XIX столітті і був замінений на різницю голів в 1970-ті роки з метою мотивації команд забивати більше голів. Наприклад, якщо команда забила 70 голів і пропустила 40, її показник співвідношення голів (1,750) буде нижче, ніж у іншої команди, що забила 69 голів і пропустила 39 (1,769). Для команди, що забила 70 голів і пропустила 40, новий пропущений гол знизить показник співвідношення голів на 0,043 (до 1,707), тоді як новий забитий гол збільшить цей показник лише на 0,025 (до 1,775). Це сприяє пріоритету оборонної тактики над атакувальною: вигода від забитого гола нижче, ніж ризик від пропущеного.
Ще однією проблемою критерію «співвідношення голів» є можливість ситуації, при якій команда не пропустила жодного м'яча (таке було, наприклад, з збірною Англії в групі 1 на чемпіонаті світу 1966 року): в такому випадку значення не може бути визначено (поділ на нуль).

## Чемпіонські титули, завойовані за різницею голів

### Англія

#### 1989, «Арсенал» і «Ліверпуль»
У «Арсеналу» і «Ліверпуля» в сезоні 1988/89 була рівна кількість очок і навіть однакова різниця забитих і пропущених м'ячів. «Арсенал» виграв чемпіонський титул за більшою кількістю забитих м'ячів. Цей критерій був врахований після останньої гри сезону , в якій «каноніри» обіграли «Ліверпуль» з рахунком 2:0, зрівнявшись з мерісайдскім клубом за очками і вигравши чемпіонський титул через більше числа забитих голів. При використанні старої системи співвідношення забитих і пропущених голів чемпіоном би став «Ліверпуль».

#### 2012 «Манчестер Сіті» і «Манчестер Юнайтед»
Чемпіон Прем'єр-ліги сезону 2011/12 визначився тільки в останньому турі. Перед останнім туром «Манчестер Сіті» і «Манчестер Юнайтед» набрали рівну кількість очок, але у «Сіті» була краща різниця забитих і пропущених м'ячів. «Сіті» в останньому матчі сезону вдома приймав «Квінз Парк Рейнджерс», а «Юнайтед» на виїзді грав проти «Сандерленда». До кінця основного часу «Сіті» програвав, але вже в доданий арбітром час забив два м'ячі (на другій і п'ятій доданих хвилинах) і виграв чемпіонський титул за різницею м'ячів .

### Угорщина

#### 2014 року, «Дебрецен» і «Дьйор»
Перед останнім туром чемпіонату Угорщини сезону 2013/14 «Дебрецен» випереджав «Дьйор», свого найближчого переслідувача, на три очки. Незважаючи на те, що «Дебрецен» програв свій останній матч з рахунком 0:2, а «Дьйор» виграв свій з рахунком 5:0, чемпіонський титул все одно виграв «Дебрецен» (різниця голів +33 в порівнянні з +26 у «Дьйора»).

### Шотландія

#### 1986, «Селтік» і «Гарт оф Мідлотіан»
У сезоні 1985/86 «Гарт оф Мідлотіан» програв «Данді» з рахунком 2: 0 в останньому турі, через що поступився чемпіонським титулом «Селтіку» за різницею забитих і пропущених м'ячів. Якби застосовувався критерій співвідношення забитих і пропущених м'ячів, чемпіоном Шотландії став би «Гартс».

#### 2003, «Рейнджерс» і «Селтік»
У Прем'єр-лізі Шотландії сезону 2002/03 «Рейнджерс» набрав однакову кількість очок з «Селтіком» (97), але виграв чемпіонський титул за різницею м'ячів, причому з мінімальним відривом (+73 у «Рейнджерс» і +72 у «Селтіка»).

## Чемпіонські титули, завойовані за співвідношенням голів

### Англія

#### 1924, «Гаддерсфілд Таун» і «Кардіфф Сіті»
У сезоні 1923/24 рівну кількість очок (57) набрали дві команди: англійський «Гаддерсфілд Таун» і валлійський «Кардіфф Сіті». За критерієм співвідношення забитих і пропущених голів чемпіоном був визнаний «Хаддерсфілд» (1,818 в порівнянні з 1,794 у «Кардіффа»). Якби підрахунок проводився за сучасними правилами, то чемпіоном Англії вперше в історії став би клуб з Уельсу (різниця забитих і пропущених м'ячів у обох команд була однаковою, +27, але «Кардіфф Сіті» забив 61 гол в порівнянні з 60 голами у «Гаддерсфілд Таун»).

#### 1950, «Портсмут» і «Вулвергемптоном»
У сезоні 1949/50 «Портсмут» набрав однакову кількість очок з «Вулвергемптоном» (53), проте істотно випередив опонента по співвідношенню забитих і пропущених м'ячів, вигравши другий чемпіонський титул у своїй історії.

#### 1953, «Арсенал» і «Престон Норт Енд»
У сезоні 1952/53 «Арсенал» і «Престон Норт Енд» набрали по 54 очки, але «каноніри» виграли чемпіонський титул за кращим співвідношенням забитих і пропущених м'ячів.

#### 1965, «Манчестер Юнайтед» і «Лідс Юнайтед»
У сезоні 1964/65 «Манчестер Юнайтед» і «Лідс Юнайтед» набрали по 61 очку, проте за критерієм співвідношення забитих і пропущених м'ячів «Манчестер Юнайтед» з істотною перевагою випередив «Лідс» (2,282 проти 1,596) і виграв чемпіонський титул.

### Шотландія

#### 1953 «Рейнджерс» і «Гіберніан»
Після того як «Рейнджерс» зіграв свій останній матч сезону 1952/53 внічию, він і «Гіберніан» фінішували з рівною кількістю очок (43). Чемпіонський титул дістався «Рейнджерс» (співвідношення голів 2,0511 в порівнянні з 1,824 у «Гіберніан»). При використанні сучасної системи з різницею голів чемпіоном б став «Гіберніан» (+42 м'яча в порівнянні з +41 у «Рейнджерс»).

#### 1965, «Кілмарнок» та «Гарт оф Мідлотіан»
Перед останнім туром сезону 1964/65 «Гарт оф Мідлотіан» випереджав найближчого переслідувача, «Кілмарнок», на два очки. На той момент за перемогу ще присуджували два очки, і в останньому турі «Гартс» зустрівся з «Кілмарнок». «Кілмарноку» була потрібна перемога з рахунком 2:0 для перемоги в чемпіонаті по співвідношенню голів. «Гартс» влаштовувала навіть поразка з рахунком 0:1 або 1:2, проте «Кілмарнок» виграв з рахунком 2:0 і став чемпіоном (співвідношення голів 1,879 у «Кілмарнока» та 1,837 у «Гарт оф Мідлотіана»). Якби застосовувалася сучасна система різниці голів, чемпіоном став би «Гарт оф Мідлотіан» .

### Югославія

#### 1951, «Црвена звезда» і «Динамо Загреб»
У чемпіонаті Югославії 1951 року «Црвена звезда» і «Динамо Загреб» набрали рівну кількість очок (35), але чемпіонський титул дістався белградському клубу, який мав краще співвідношення забитих і пропущених м'ячів (2,381 проти 2,368) .

#### 1958 «Спліт» і «Будучност»
У сезоні 1957/58 хорватський «Спліт» і чорногорська «Будучност» набрали рівну кількість очок (25) і володіли рівним показником співвідношення забитих і пропущених м'ячів (0,833). Щоб визначити, хто з цих команд залишиться у вищому дивізіоні, а хто змушений буде грати в плей-оф на вибування з ліги, були проведені два додаткових матчу. Перший матч в Спліті завершився з рахунком 0:0, а в матчі-відповіді в Подгориці «Будучност» виграла з рахунком 4: 0, після чого зайняла 10-е місце в чемпіонаті. Хорватський клуб зайняв 11-е місце, після чого зіграв у плей-оф на вибування і програв, вибувши з вищого дивізіону чемпіонату Югославії.